# Testimonium Flavianum
Testimonium Flavianum este un pasaj din scrierile unui istoric evreu care ar confirma existența reală a lui Isus din Nazaret.
Flavius Josephus (37 - 100 e.n, supraviețuitor al conflictului romano-iudeu, devenit cetățean roman, istoric evreu), în pasajul denumit de critici drept Testimonium Flavianum din scrierea sa, Antichități iudaice, vorbește de „Hristos” însă pasajul este considerat a fi o interpolare parțială, anume în acele afirmații care sugerează divinitatea și statutul de Mesia al lui Isus, asta datorită limbajului folosit (conține cuvinte nefolosite de Josephus și care în plus ar indica că Josephus ar fi fost creștin, când se știe că nu era). Însă un studiu recent argumentează că o variantă în limba greacă a acestei propoziții exista în sec. IV: „Se credea despre el că era Hristosul”. Astfel, se presupune că textul original conținea o referință la Iisus, care mai târziu a fost modificată de copiști pentru a întări afirmațiile istoricului evreu în sensul articolelor de credințâ creștine, rezultând forma actuală, așa cum arată de exemplu faptul că în lucrarea Sfântului Ieronim numită “Despre Bărbați Celebri”, atunci când acesta vorbește și citează din istoricul evreu (Flavius Josephus), în mod cu totul neașteptat el redă pasajul într-o formă mai diluată decât aceea “a lui”  Josephus însuși, sugerând că această formă diluată era probabil aceea originală: în loc de “acest om era Mesia”, Ieronim îl citează pe Josephus astfel “se considera că acest om era Mesia”. 
Despre Flavius Josephus se presupune că a scris acest fragment, numit Testimonium Flavianum, care este subiectul unor dezbateri între istorici. Astfel, Louis H. Feldman a numărat 87 de articole pe această temă, scrise între 1937 și 1980, „a căror covârșitoare majoritate contestă integral sau în parte autenticitatea acestuia”. Totuși dr. Geza Vermes arată că o examinare amănunțită a pasajului demonstrează că cea mai mare parte a limbajului utilizat este tipică lui Josephus, ceea ce nu numai că susține ipoteza că Josephus a scris despre Isus, ci ne și ajută să stabilim care părți ale acestui fragment sunt autentice. Origen observase deja că Josephus nu credea că Isus ar fi Hristosul. Nu sunt mulți cercetători care cred că Testimonium Flavianum ar fi autentic, însă cei mai mulți cercetători cred că unele cuvinte din acest fragment au fost scrise de Josephus, deoarece unele porțiuni sunt scrise în stilul lui Josephus. Shlomo Pines și alți câțiva cercetători au afirmat că versiunea Testimoniului care a fost scrisă în sec. X de către un istoric arab numit Agapius din Manbij se apropie mai mult de ce a scris Josephus, similitudinile dintre pasaje indicând faptul că un autor creștin a eliminat mai târziu tonul circumspect al lui Josephus, făcând și interpolări. Alții au afirmat că textul lui Agapius este sigur o parafrază după Testimonium din traducerea siriacă a lui Eusebiu din Cezareea  a Historia Ecclesiastica, și că Testimoniul siriac al lui Mihail Siriacul, care de asemenea provine din Historia Ecclesiastica în siriacă, împreună cu traducerea latină a lui Ieronim sunt cele mai importante mărturii ale pasajului lui Josephus despre Isus.